# Alexandre de Rhodes
Pour les articles homonymes, voir Rhodes (homonymie).
Alexandre de Rhodes, né à Avignon (Comtat Venaissin) le 15 mars 1591 et mort à Ispahan (Perse) le 5 novembre 1660, est un prêtre jésuite comtadin, missionnaire en Cochinchine et au Tonkin (Vietnam) et linguiste.
Polyglotte, il parle, lit ou écrit au moins douze langues, dont le portugais, l'hébreu, l'annamite (vietnamien), le chinois, le japonais et le persan.
Il fut un des premiers Européens à parcourir la Cochinchine et le Tonkin. Il se distingua par ses qualités de polyglotte et est surtout connu pour avoir mis au point la première transcription phonétique et romanisée de la langue vietnamienne, le Quốc ngữ (écriture nationale).
Il est l'auteur du Dictionarium Annamiticum Lusitanum et Latinum, dictionnaire trilingue vietnamien-portugais-latin édité à Rome en 1651 par la Congrégation pour l'évangélisation des peuples.

## Origines et éducation

Sceau de la Compagnie de Jésus, IHS

D'origine aragonaise (village de Calatayud) et marrane, sa famille - des négociants en soie - avait fui l'inquisition et s'était réfugiée en Avignon depuis le XVe siècle, alors terre papale et cité accueillante pour les juifs. Comme beaucoup de familles juives d'alors, converties au catholicisme, le père d'Alexandre décide de modifier son patronyme de Rueda en Rode, puis de Rode et finalement en de Rhodes. Le nom d'Alexandre n'a ainsi aucun rapport avec celui de l'île grecque de Rhodes.
Arrivé à 18 ans à Rome, Alexandre entre dans la Compagnie de Jésus le 14 avril 1612. Il a le ferme désir de rejoindre les Missions extrême-orientales. Il perfectionne sa connaissance des langues anciennes (latin, grec et hébreu), de l'italien et des mathématiques.
Ayant obtenu la bénédiction de Paul V (1552-1621) sur ce projet, il quitte Rome en octobre 1618 pour Lisbonne, alors port d'embarquement obligé depuis l'Europe pour les Indes Orientales. Il y étudie le portugais en attendant le grand départ, le 4 avril 1619, sur le "Sainte Thérèse", à destination de Goa. Quatre cents personnes embarquent sur ce « monastère flottant », où la messe est dite quotidiennement ; d'autres prêtres jésuites l'accompagnent, parmi eux Jérôme Maiotica, qui œuvrera 35 ans dans le Tonkin et la Cochinchine et Diego Mursius, qui deviendra directeur du noviciat de Goa.

## Missionnaire en Extrême-Orient

### En route vers Macao (1619-1624)

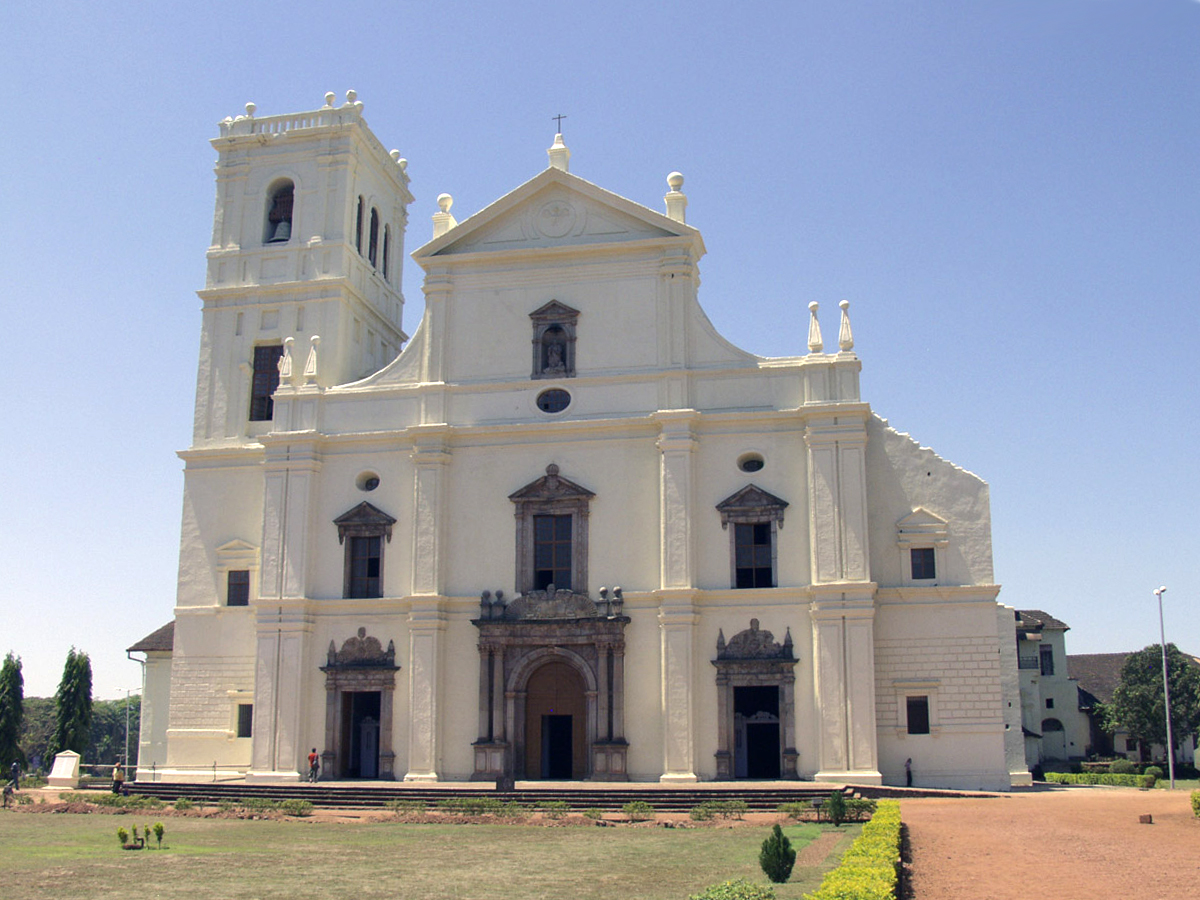
Goa: Cathédrale sainte Catherine (dite Sé) achevée en 1619

Le navire passe le Cap de Bonne-Espérance le 20 juillet 1619, manque de s'échouer sur les hauts fonds sablonneux du Canal du Mozambique et atteint Goa le 9 octobre de la même année.
Il est accueilli par les jésuites présents à Goa depuis l'arrivée de François Xavier en 1542. Les nouvelles venant du Japon ne sont pas bonnes. L'édit Tokugawa de janvier 1614 ordonne l'expulsion des missionnaires européens. Alexandre va séjourner deux ans et demi à Goa et à Salsette, lorsqu'il tombera gravement malade. Il y rencontre un jésuite français Étienne de la Croix avec lequel il perfectionne sa connaissance de la langue locale: le canarin.
Le 12 avril 1622, il reprend le cours de son périple vers le Japon. Il s'embarque alors pour Malacca sur un navire portugais, en compagnie du futur commandant de la citadelle. Le voyage est long: Cochin, Tuticorin (Thoothukudi), Ceylan, Negapatan puis Malacca le 28 juillet 1622, où il doit patienter près de neuf mois avant de pouvoir reprendre la mer.

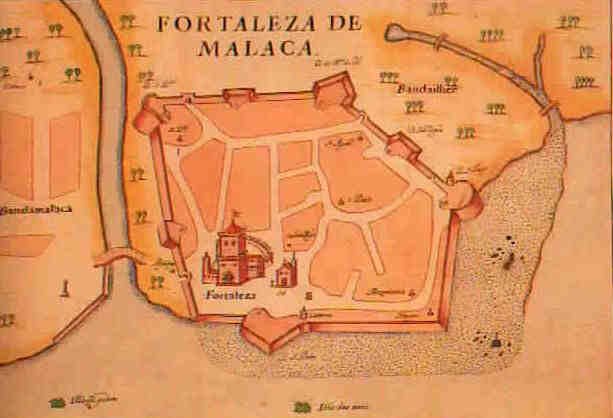
Citadelle de Malacca au début du XVII

À peine arrivé à Macao, le 29 mai 1623, il se met à l'étude du japonais. Mais, en raison de l'intensification de la persécution des chrétiens au Japon et de la fermeture progressive du pays entamée dès 1612, ses supérieurs décident de l'orienter vers une autre destination : le Đại Việt où les pères Francesco Buzomi (1576-1639) et Diogo Carvalho avaient établi une mission depuis 1615 à Tourane (aujourd'hui Đà Nẵng).
Dès 1535, des missionnaires franciscains et dominicains, espagnols et portugais, avaient posé le pied à Faifo (aujourd'hui Hội An), sans toutefois s'implanter durablement.
Restaurée après la défaite des Mac, la dynastie Lê installée à Thang Long (aujourd'hui Hà Nội) règne de façon emblématique sur le Đại Việt. Un conflit entre deux familles de seigneurs (appelés chúa) avait, dans les faits, coupé le pays en deux. Au nord, au Tonkin, les Trinh avaient pris le pouvoir et, au sud, en Cochinchine, avec Ke-Huế (aujourd'hui Hué) comme capitale, la dynastie Nguyễn dominait.

### Première mission en Cochinchine (1624-1627)

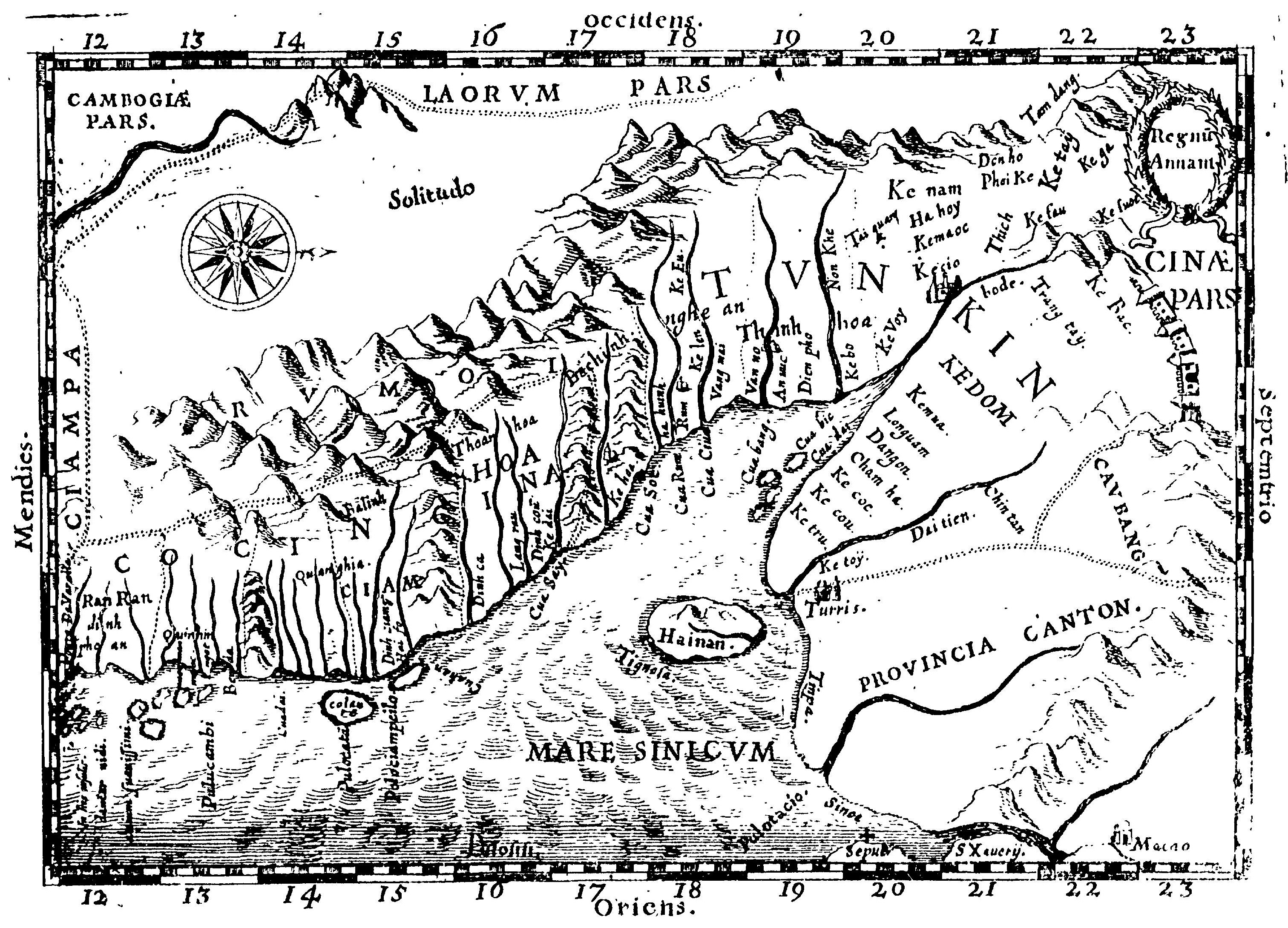
Carte de l'"Annam" par de Rhodes (1651) indiquant la "Cocincina" (à gauche, i.e. au sud) et le "Tvnkin" (à droite, i.e. au nord)

En décembre 1624, après dix-huit mois passés entre Macao et Canton, de Rhodes s'embarque avec cinq autres jésuites, dont Gabriel de Matos (1572-1633) à destination de Faifo (aujourd'hui Hội An), un des principaux ports et centre économique de la Cochinchine, au sud de Tourane (aujourd'hui Đà Nẵng). Il est envoyé dans une des missions fondées en 1615 par François Buzomi et Diogo Carvalho.
Le napolitain Buzomi et le portugais Carvalho avaient noué de bons contacts avec le gouverneur de la Province. Le roi, Sai Vuong (ou Nguyễn Phúc Nguyên) (1563-1635), préoccupé de la prospérité de son pays alors en guerre avec ses voisins du nord, voyait d'un bon œil les apports du commerce avec les Portugais.
En quelques mois, Alexandre de Rhodes maîtrise suffisamment l'annamite pour prêcher dans cette langue. Il est tout de suite frappé par les intonations complexes de cette langue semblable, selon son expression, au « gazouillement des oiseaux ».

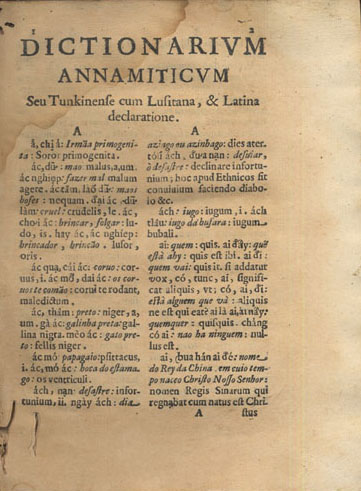
Dictionnaire vietnamien, portugais et latin publié en 1651

Il reprend les travaux de Francisco de Pina (1585-1625) sur place depuis 1617 et premier européen à maîtriser la langue vietnamienne, de Christoforo Borri (1583-1632) et du luso-japonais Pedro Marquez (1613-1670) arrivés en 1619, et travaille à la mise au point d'une transcription romanisée et phonétique du vietnamien, le Quoc Ngu, qui sera utilisée dans tout le pays. Il publiera en 1651 un dictionnaire annamite-latin-portugais accompagné d'une grammaire. Il est fort probable qu'il se soit également servi des premiers travaux de romanisation de la langue japonaise (romaji) de Yajiro, un japonais converti du milieu du XVIe siècle. Ce remarquable outil permit, non seulement une diffusion rapide de la religion, mais également une démocratisation de la connaissance dans tout le pays. Le quoc ngu est adopté depuis près d'un siècle comme le système d'écriture national du Viêt Nam et de façon officielle depuis 1954.
Le roi de Cochinchine, relativement indifférent aux choses religieuses, était surtout attentif au maintien des échanges commerciaux. Aussi, dès lors que le commerce avec les Portugais ralentit en 1625, la tolérance royale à l'égard des missionnaires s'émousse.
Arrivé au Tonkin en mars 1626, le jésuite italien Giuliano Baldinotti (1591-1631) informe ses supérieurs du Collège Saint-Paul de Macao des grandes difficultés qu'il éprouve avec la langue annamite. Ainsi la décision est prise de convoquer le Père de Rhodes en juillet 1626 pour l'y transférer.

### Mission au Tonkin et retour à Macao (1627-1640)
Le 12 mars 1627, accompagné par son confrère Pedro Marques, le père de Rhodes embarque pour le Tonkin, d'où Baldinotti avait été entretemps chassé du fait de son opposition trop marquée au culte des ancêtres. Cette région est alors gouvernée par le chua et maire du Palais, Trịnh Tráng (1623-1657) alors en guerre (en) avec le roi de Cochinchine. Les cadeaux que de Rhodes apporte (une horloge à sablier et un livre d'Euclide sur la sphère) sont appréciés. Il baptise même une partie de la famille du chua, dont sa propre sœur, sous le nom de Catherine. La première église du Tonkin est érigée non loin de Thanh Hoa. Néanmoins, la prédication se trouve vite compromise par le conflit qui éclate au sujet de la polygamie et ainsi qu'à des rumeurs d'espionnage propagées par les mandarins au service du roi. Placé en résidence surveillée à Hanoï depuis janvier 1630, il est banni en mai par Trịnh Tráng, sous la pression de ses concubines.
Entre 1627 et 1630, le nombre de baptisés au Tonkin est estimé à sept mille. Sur le chemin du retour, il parvient à convertir le capitaine et les deux tiers des soldats tonkinois chargés de l'escorter.
Ne pouvant rentrer en Cochinchine, d'autant plus défavorable aux religieux chrétiens qu'elle les imagine devenus des espions du Tonkin, les deux compagnons retournent à Macao, où Alexandre de Rhodes va enseigner la théologie morale près de dix années.

### Missions difficiles en Cochinchine (1640-1645)

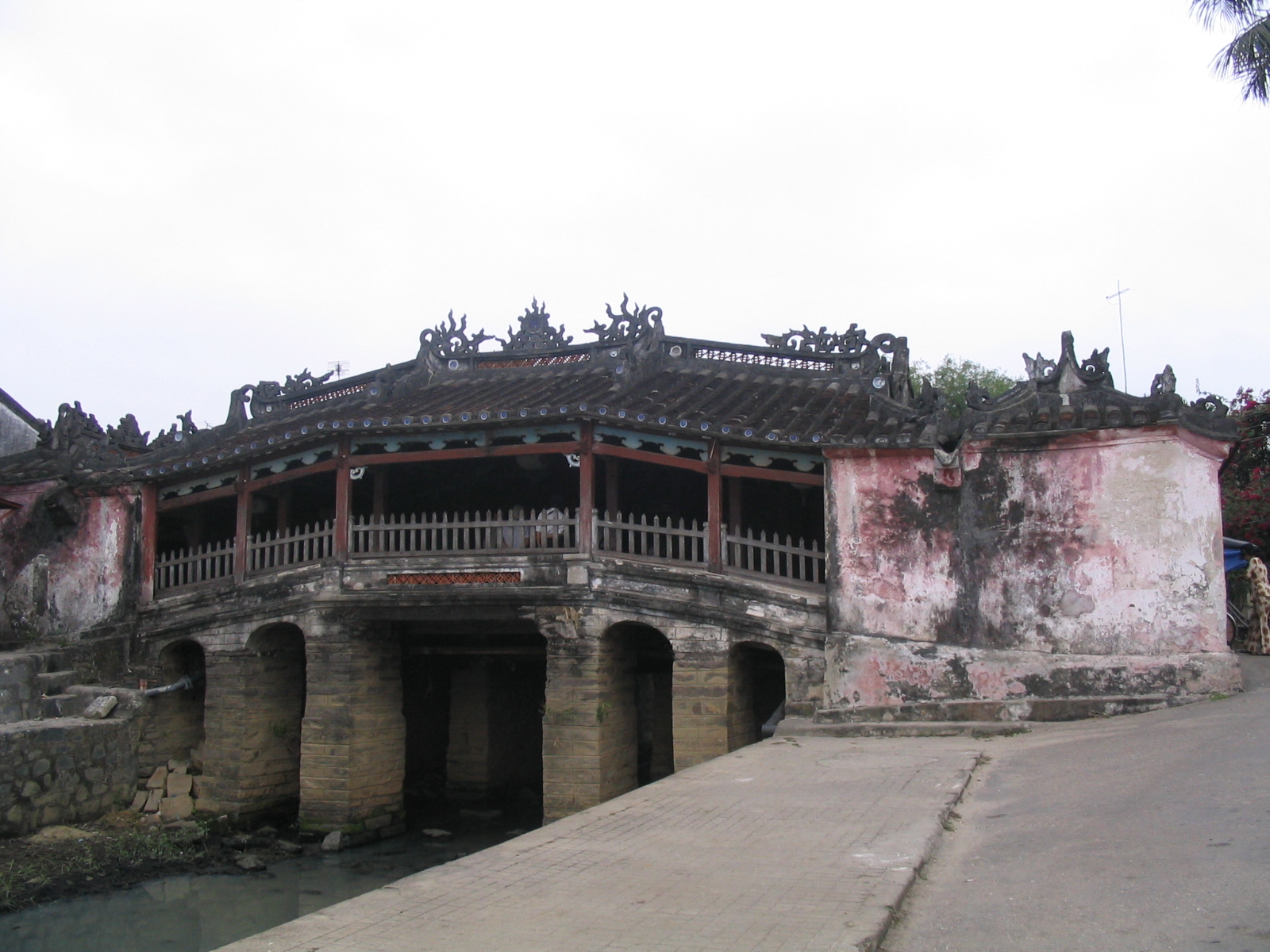
Chùa Cầu, le pont Japonais couvert avec pagode incorporée (datant du XVI) donnant l'accès au nihonmachi (quartier japonais) de Fai-Fo (aujourd'hui Hội An)

Entre 1640 et 1645, le père de Rhodes entreprendra quatre voyages vers la Cochinchine comme supérieur des missions (janvier - septembre 1640, décembre 1640 - juillet 1641, janvier 1642 - septembre 1643, janvier 1644 - juillet 1645). La plupart du temps, il devra œuvrer dans la clandestinité et se réfugier chez des chrétiens locaux.
Son premier retour, en janvier 1640, est motivé par l'édit royal de bannissement des missionnaires et la mort du père Buzomi (1639). Il débarque dans la province de Quảng Nam et s'installe dans le quartier japonais de Faifo, "hải-phố" (海浦) la "ville au bord de la mer", sa capitale. Il entreprend des démarches, via le gouverneur japonais et la "tante" du roi, la princesse Minh Duc, baptisée sous le nom de Marie, qui s’avéreront infructueuses auprès de la cour de Cong Thuong Vuong (Nguyễn Phúc Lan), roi depuis la mort de son père Sai Vuong, en 1635.

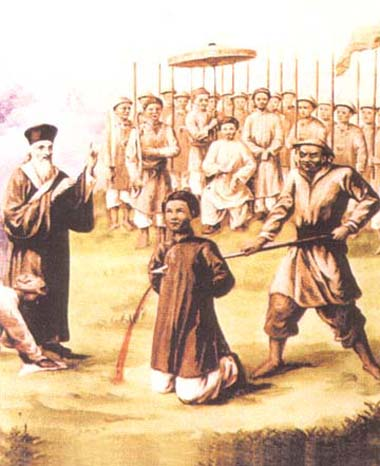
Martyr de André de Phu Yên sous les yeux d'Alexandre de Rhodes

Chassé en septembre par le gouverneur de la province du Cham, Ong Nghe Bo, il revient quatre mois plus tard avec Bento de Matos (1600-1652) pour évangéliser le sud du pays. De nouveau poursuivi par ce même gouverneur, il est contraint de fuir le 2 juillet 1641 pour les Philippines (à Bolinao puis Manille) où il passe l'été avant de rejoindre Macao le 21 septembre.

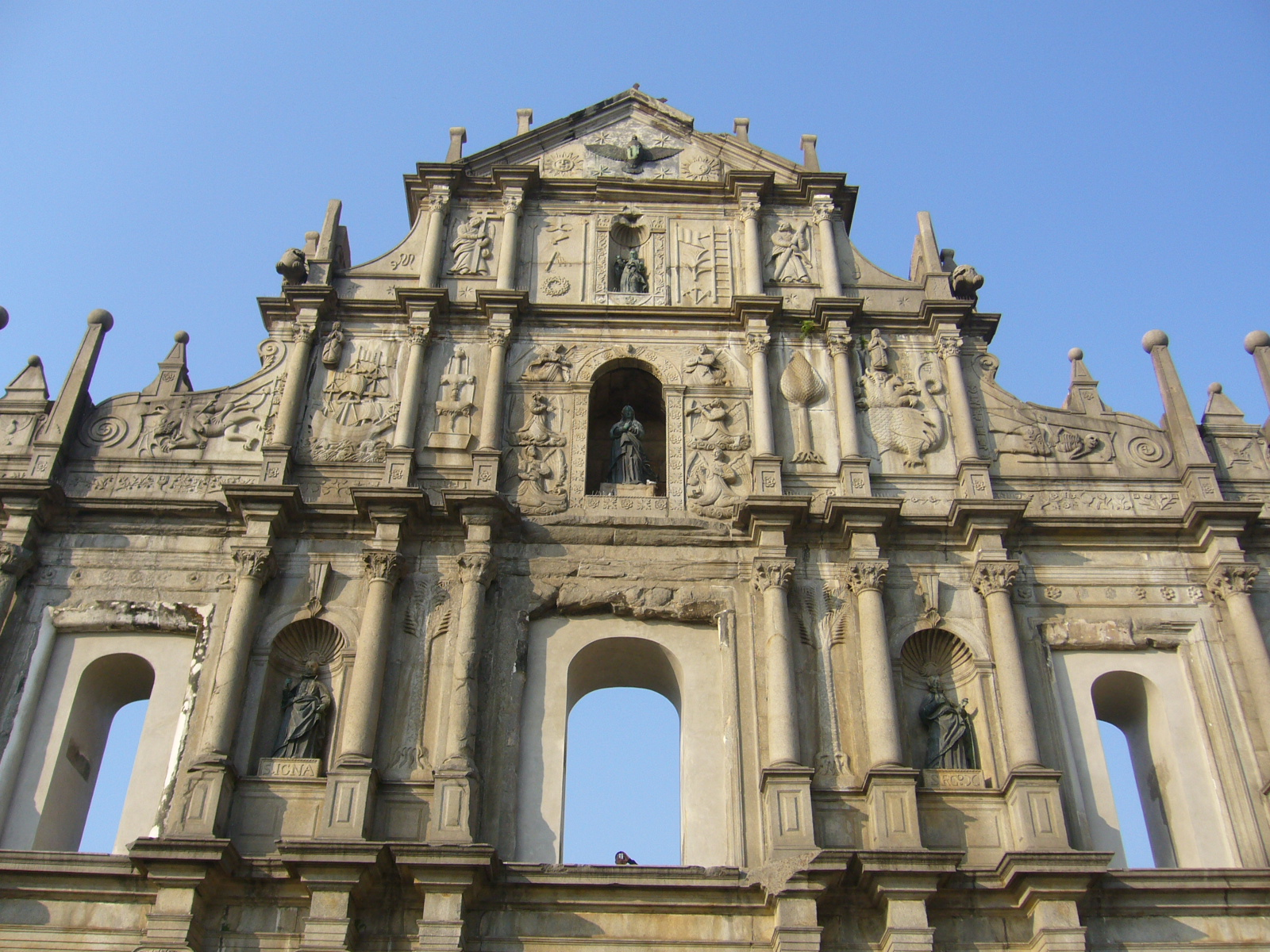
Macao: Église Saint-Paul de Macao (façade) datant de 1602, la plus importante église d'Asie à l'époque

Après quelques mois, il retourne en Cochinchine avec une cargaison de cadeaux destinés à ramener le gouverneur du Cham à de meilleures dispositions. Entre janvier 1642 et septembre 1643, il peut ainsi quadriller le territoire, baptiser et recruter de nouveaux adjoints. Mais il doit une fois de plus marquer une pause dans son évangélisation pour éviter d'agacer les autorités locales.
Lors de son dernier séjour, entamé en janvier 1644, il est arrêté à la frontière du Tonkin, condamné à mort, peine muée en bannissement à vie grâce à l'intervention de Marie. Durant cette période de persécution intense, Alexandre de Rhodes est le témoin du premier martyre de Cochinchine, celui du jeune catéchiste André de Phú Yên, dix-neuf ans, décapité sous ses yeux, et dont il ramènera la tête à Rome.
Il est expulsé de Cochinchine le 3 juillet 1645. Il débarque à Macao vingt jours plus tard. En vue d'obtenir davantage de soutien de la part du Saint-Siège, il est décidé que le Père de Rhodes s'en retourne à Rome plaider la cause des missions d'Asie. Avant son départ, il forme ses successeurs, Carlo della Roca et Metello Sacano (1612-62), à la langue annamite.

## Retour en Europe

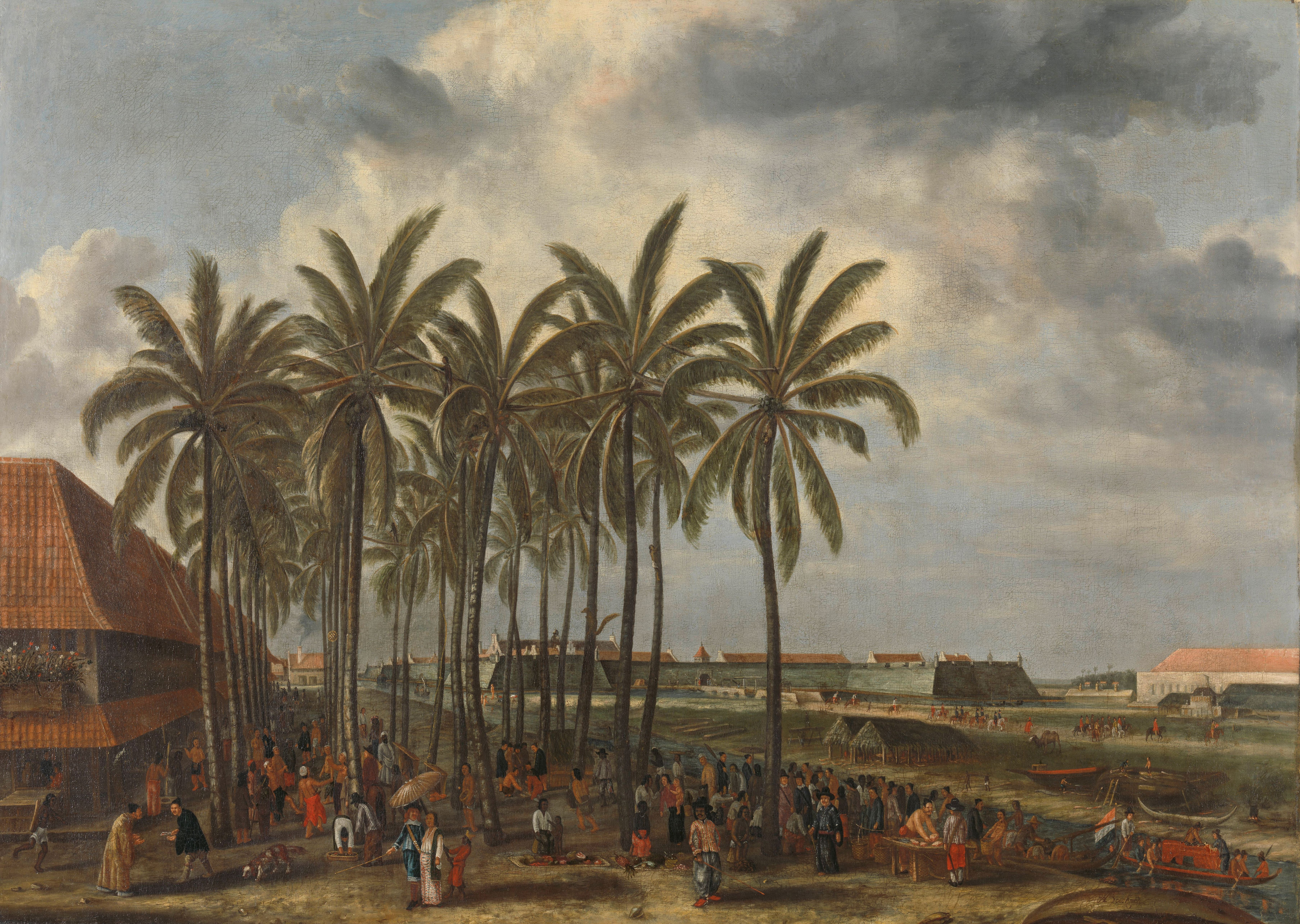
Vue du château de Batavia par Andries Beeckman - 1656

Parti de Macao le 20 décembre 1645, accompagné d'un jeune chrétien chinois, il n'atteindra Rome que le 27 juin 1649, soit après trois ans et demi de voyage. Il rallie tout d'abord Malacca, le 14 janvier 1646, jour anniversaire de la conquête de la citadelle par les Hollandais en 1641.
Après quarante jours, lassé de ne pouvoir trouver de navire en partance vers l'Europe, il s'embarque pour Java. Arrêté alors qu'il célèbre une messe à Batavia, ses objets de culte sont brûlés, il est condamné à une amende et banni des terres hollandaises. Ne pouvant payer l'amende, il restera emprisonné trois mois. Corneille van der Lyn, tout juste nommé gouverneur général des établissements hollandais à la mort d'Antoine van Diemen, le laisse repartir sur un vaisseau portugais à destination de Macassar, d'où il espère pouvoir regagner l'Europe sur un bateau anglais.

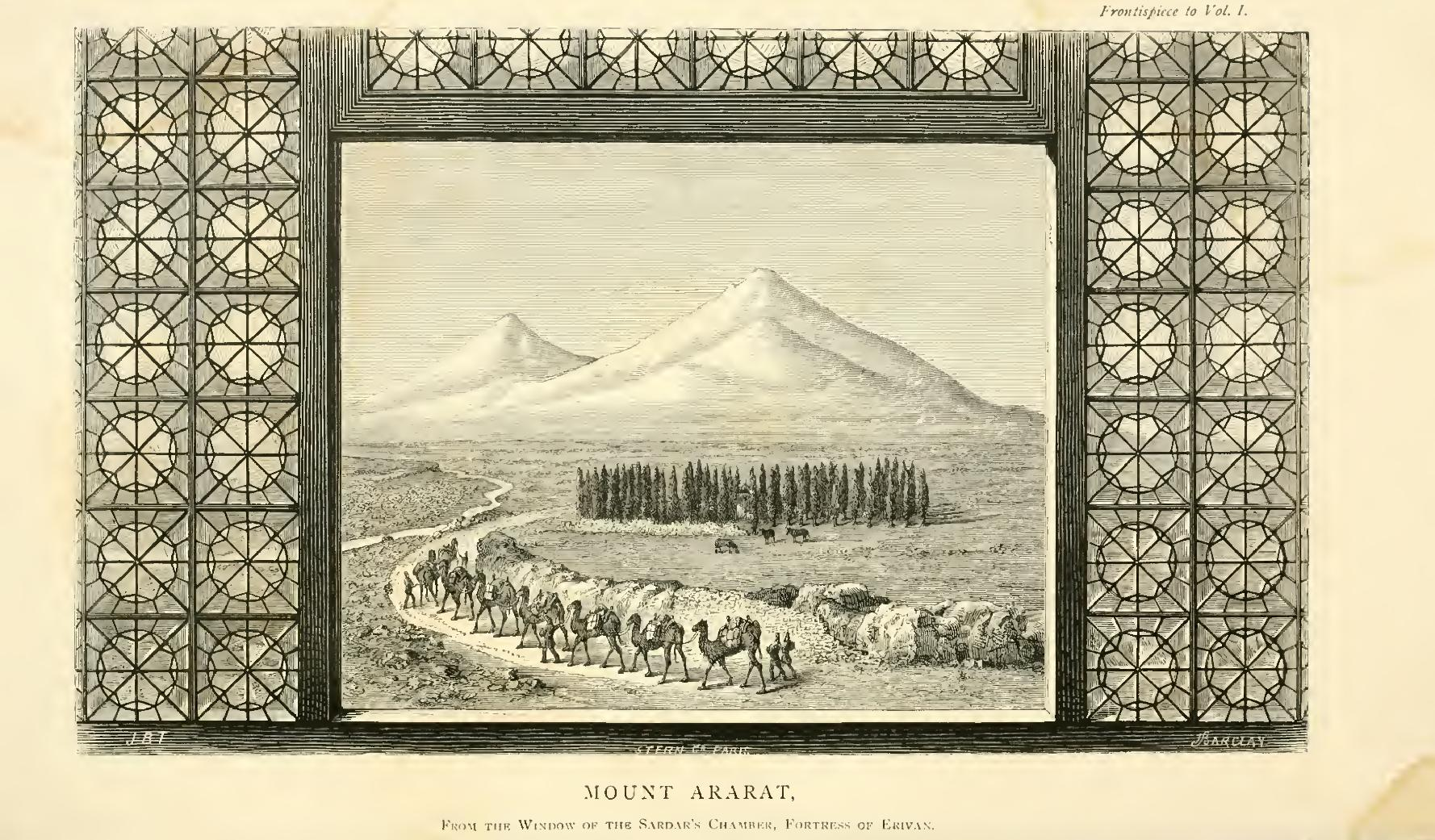
Mont Ararat depuis Erevan

Il arrive à Macassar le 21 décembre, après deux mois de mer. Cinq mois d'attente plus tard, il peut reprendre le cours de sa navigation vers Bantam puis Surate, où il débarque le 3 septembre 1647.
Il repart, toujours avec les Anglais, le 3 février 1648 vers Ormuz puis Comoran (Bandelke) où il débarque en mars.
Il entreprend alors de traverser la Perse. Sur la route d'Ispahan, il croise un autre Français, M. de La Boulaie-Le Goux, qu'il reverra par la suite à Rome et à Paris et qui sera chargé en 1665 par la Compagnie française des Indes orientales de négocier le droit de commerce avec Surate.
D'Ispahan, une caravane d'Arméniens l'emmène jusqu'à Tauris, capitale de la Médie. En septembre 1648, il parvient à Erevan au pied du mont Ararat. Il traverse la basse Arménie, l'Anatolie et arrive à Smyrne le 17 mars 1649. De là, un navire le ramène à Gênes, d'où il gagne Rome le 27 juin1649.

## Étapes vers la création des Missions Étrangères

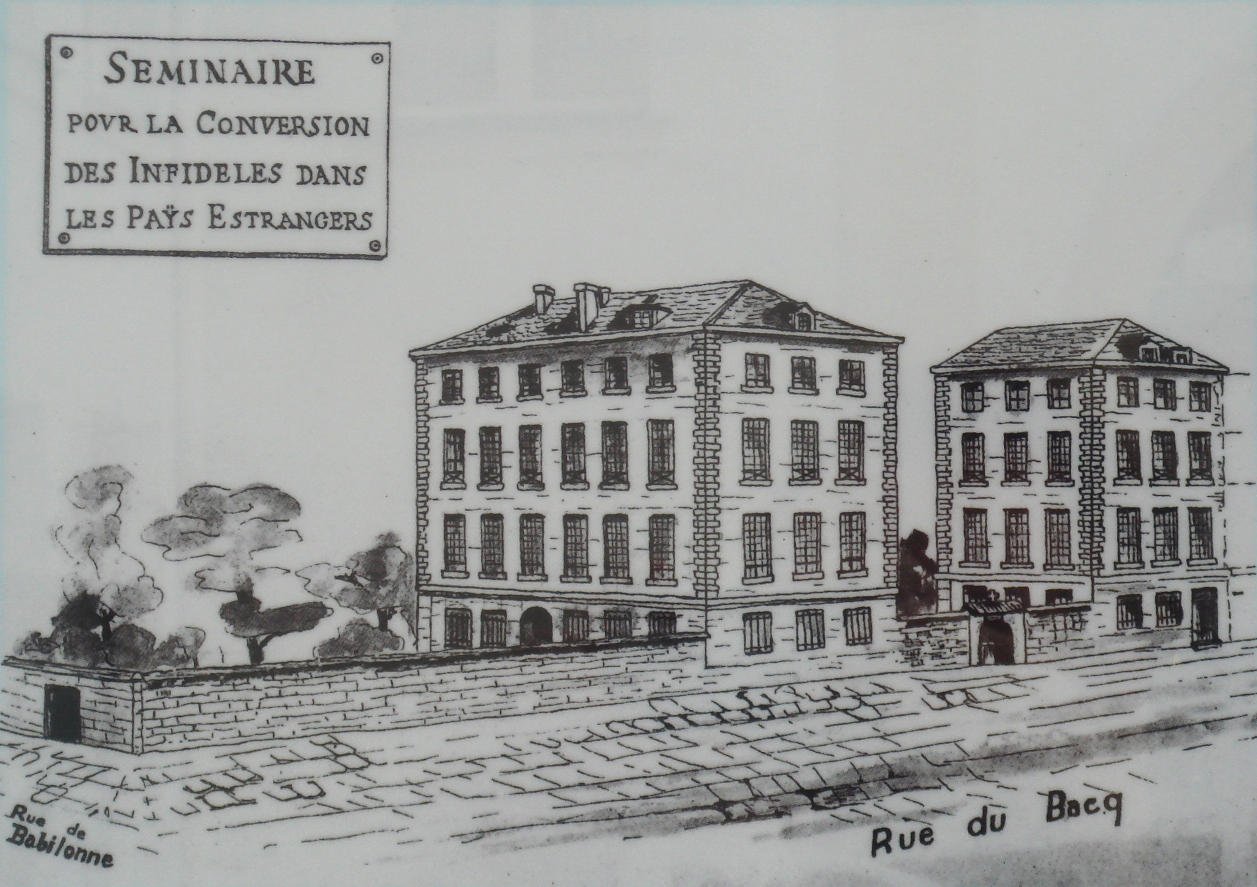
Les Missions Étrangères de Paris en 1663

Il expose la situation de l'Église en Cochinchine et au Tonkin et plaide le support du Saint-Siège dans l'établissement de missions auprès de la Propaganda Fide.
Alexandre de Rhodes développe alors son analyse des missions en Asie auprès de Rome: il déplore que les missionnaires soient trop liés au commerce des Portugais, comme c'est le cas au Japon. Cette situation conduit à lier le sort des communautés chrétiennes aux fluctuations politiques et économiques du Portugal, basé alors à Macao.
De plus il affirme l'existence d'un accueil favorable de la part des peuples de Cochinchine au christianisme, mais cette influence peut être mise à mal par les gouvernements locaux. Il plaide aussi pour la création d'un clergé autochtone: les catéchistes sont de bonne volonté, mais il n'existe pas de prêtre autochtone, conduisant à faire dépendre le christianisme de la présence du clergé portugais.
Il réclame la nomination d'un évêque pour la Cochinchine et le Tonkin, s'opposant ainsi au contrôle portugais des affaires religieuses (le 'padroado'). En ce milieu du XVIIe siècle, la domination portugaise était en déclin en Asie, attaquée par les compagnies de commerce hollandaise et anglaise. Alexandre de Rhodes va, par son influence et sa capacité de persuasion, porter le coup de grâce au padroado spirituel portugais en Asie du Sud-Est.
Il quitte Rome le 11 septembre 1652, chargé par la Congrégation pour la propagation de la foi de trouver les personnes et les fonds nécessaires pour remplir la mission. Il parcourt le Piémont et la Suisse, puis il songe à la France, «le plus pieux royaume du monde».
Il rejoint Paris en janvier 1653 où il rencontre le père Jean Bagot, alors confesseur du jeune Louis XIV et responsable de la Confrérie des Bons enfants. Le charisme d'Alexandre de Rhodes fait naître, dans ce vivier de jeunesse, des vocations apostoliques pour l'Outremer. La Compagnie du Saint-Sacrement, soutenue par Anne d'Autriche, Saint Vincent de Paul et Bossuet, donne les financements nécessaires au projet de la Confrérie. Les bases des Missions étrangères de Paris sont ainsi posées.
En 1654, la couronne du Portugal offre trente places de missionnaires vers l'Asie à la Compagnie de Jésus. Les jeunes disciples d'Alexandre de Rhodes, qui s'est naturellement attiré la colère des Portugais, n'en feront pas partie.

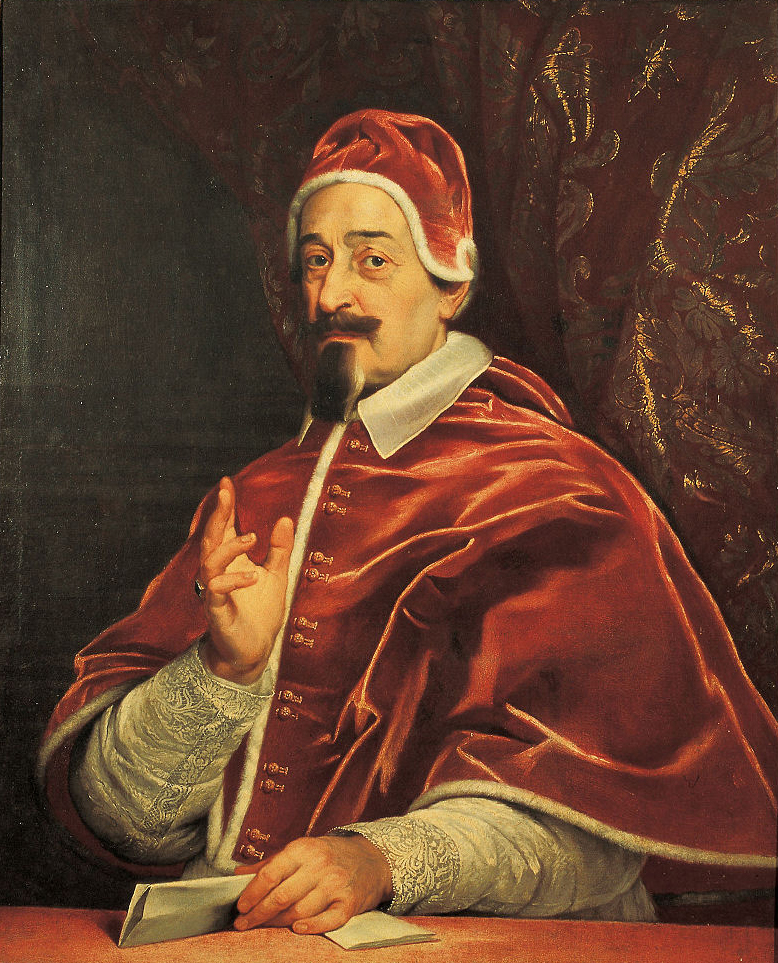
Alexandre VII

Innocent X, qui lutte alors contre les influences de l'Espagne, du Portugal et de la France, et peu favorable à Mazarin, refuse de favoriser le projet d'Alexandre de Rhodes, qui serait un avantage pour la France. Il meurt en 1655.
Son successeur, Alexandre VII (1599-1667), soutient davantage le projet français. Il a une image positive de la Compagnie du Saint-Sacrement et il prend fait et cause pour l'Espagne lors du conflit qui l'oppose au Portugal. À l'été 1657, au même moment où les ambassadeurs portugais sont chassés de Rome, le Pape reçoit favorablement les envoyés français venus défendre le projet initial d'Alexandre de Rhodes.
Le 13 mai 1658, la Propagande propose la nomination de vicaires apostoliques, proposition entérinée par les brefs de l'été 1659:
- le 29 juillet, François Pallu et Pierre Lambert de la Motte sont nommés évêques, avec siège titulaire in partibus, respectivement d'Héliopolis (de) (aujourd'hui Baalbeck) et de Bérythe (de) (aujourd'hui Beyrouth).
- le 17 août, le premier devient vicaire apostolique du Tonkin et le second de la Cochinchine[32]. Des régions de la Chine seront adjointes à chacun de leurs territoires en septembre.

Entre 1662 et 1664, la Société des Missions étrangères prend existence et s'établit à Paris rue du Bac. Colbert, ministre des finances, fonde la Compagnie française des Indes orientales en 1664.
Entretemps, le missionnaire Alexandre de Rhodes a repris la route de l'Orient en novembre 1654. Il passe par la Perse et y rejoint la mission jésuite en Arménie. Il y apprend que, à Rome, ses propositions sont acceptées. Âgé de 69 ans et usé par les voyages, le missionnaire Alexandre de Rhodes meurt à Ispahan le 5 novembre 1660. Il est inhumé dans un cimetière de la communauté chrétienne arménienne présente en Iran, à Ispahan.

## Écrits

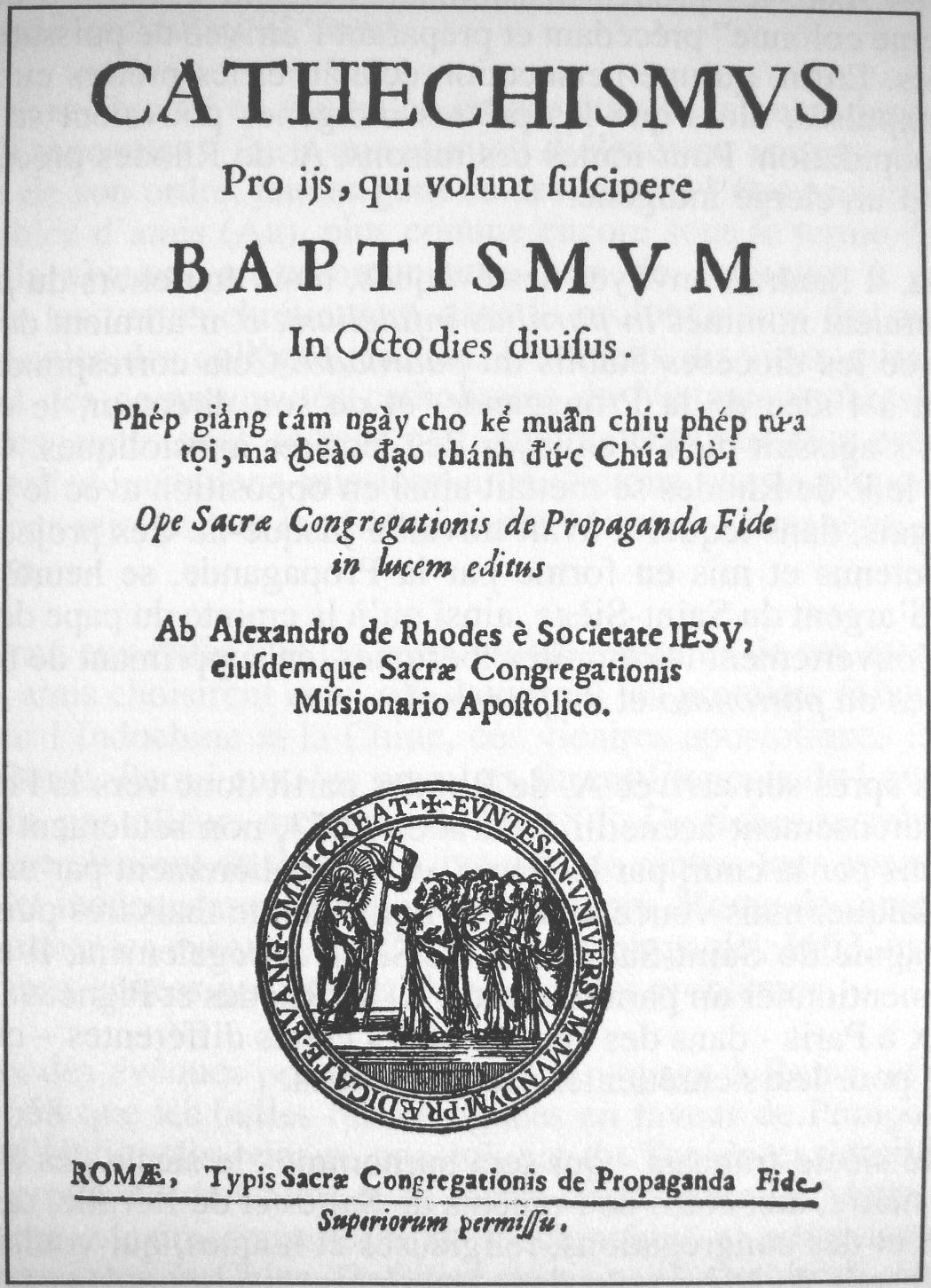
Catéchisme à l'usage des chrétiens vietnamiens

- (it) Relazione de' felici successi della Santa Fede predicata da' Padri della Compagnia di Giesu nel regno di Tunchino, alla Santitá di N. S. PP. Innocenzio Decimo, Rome, 1650 (qui contient notamment un volume traduit en français en 1651: Histoire du royaume du Tonkin[33])
- Relations des progrès de la foi au royaume de Cochinchine vers les derniers quartiers du Levant, envoyées au RP général de la Compagnie de Jésus, par le P. Alexandre de Rhodes, employé aux missions de ces pays, S.&G. Cramoisy, Paris, 1652
- Divers voyages et missions du père Alexandre de Rhodes de la Compagnie de Jésus en la Chine et autres royaumes de l'Orient, avec son retour en Europe par la Perse et l’Arménie, Cramoisy, Paris, 1653, lire en ligne sur Gallica
- Dictionarium Annamiticum Lusitanum et Latinum, Rome, 1651 (Dictionnaire vietnamien, portugais et latin)
- Catechismus pro iis qui volunt suscipere Baptismum in octo dies divisus, Progaganda Fide, 1651 (Catéchisme à l'usage des chrétiens vietnamiens en latin et annamite, traduit plus tard en siamois)
- (it) Relatione della morte di Andrea Catechista che primo de Christiani nel regno di Cocincina e stato ucciso da gl’infedeli in odio della fede, alli 26. Di Luglio, 1644, Rome, 1652 (traduite en français en 1653 sous le titre: La glorieuse mort d'André, catéchiste de la Cochinchine, qui a le premier versé son sang pour la querelle de Jésus-Christ en cette nouvelle église)
- Relation de ce qui s'est passé en l'année 1649 dans les royaumes où les Pères de la Compagnie de Jésus de la province du Japon publient le saint Evangile, Paris, 1655
- Sommaire des divers voyages et missions apostoliques, du RP Alexandre de Rhodes de la Compagnie de Jésus, à la Chine & autres royaumes de l'Orient, avec son retour de la Chine à Rome. Depuis l’année 1618 jusques a l’année 1653, Paris, 1653. Exemplaire numérisé accessible en ligne
- Relation de la mission des Pères de la Compagnie de Jésus, établie dans le royaume de Perse par le P. Alexandre de Rhodes. Dressée et mise à jour par une Père de la même Compagnie, Paris, 1659 (composée par le P. Machault à partir des notes d'Alexandre de Rhodes) Exemplaire numérisé accessible en ligne
- (avec Jacques Machault) Voyages et missions du père Alexandre de Rhodes de la Compagnie de Jésus en la Chine et autres royaumes de l'Orient, Julien, Lanier et cie, 1854, 448 p.
- (avec Metello Saccano et Joseph Tissanier) Mission de la Cochinchine et du Tonkin avec gravure et carte géographique, Paris, 1858

Remarque: Outre une copie scannée du "Dictionarium annamiticum seu tunquinense lusitanum et latinum" qui se trouve dans les Archives Nationales du Portugal et que l'on peut consulter en ligne ou télécharger, on peut aujourd'hui trouver les œuvres écrites d'Alexandre de Rhodes, (et consulter sur place?) les publications originales en italien, en latin et en français des années 1650, en première édition (cf. liste complète), à la Bibliothèque Maurits Sabbe Library sise à la Faculté de Théologie de Louvain, en Belgique, ainsi que des publications et traductions, soit originales soit en éditions ultérieures dans les catalogues constitués de la base de données de PORBASE au Portugal.